# Columbiana (Alabama)
Columbiana és una població dels Estats Units a l'estat d'Alabama. Segons el cens del 2000 tenia 3.316 habitants.

## Demografia
Segons el cens del 2000, Columbiana tenia 3.316 habitants, 1.260 habitatges, i 868 famílies. La densitat de població era de 84,3 habitants/km².
Dels 1.260 habitatges en un 34% hi vivien nens de menys de 18 anys, en un 51,8% hi vivien parelles casades, en un 13,4% dones solteres, i en un 31,1% no eren unitats familiars. En el 29,2% dels habitatges hi vivien persones soles el 12,9% de les quals corresponia a persones de 65 anys o més que vivien soles. El nombre mitjà de persones vivint en cada habitatge era de 2,5 i el nombre mitjà de persones que vivien en cada família era de 3,1.
Per edats la població es repartia de la següent manera: un 25,9% tenia menys de 18 anys, un 8,3% entre 18 i 24, un 31,6% entre 25 i 44, un 21,8% de 45 a 60 i un 12,4% 65 anys o més.
L'edat mediana era de 36 anys. Per cada 100 dones hi havia 100,5 homes. Per cada 100 dones de 18 o més anys hi havia 93,2 homes.
La renda mediana per habitatge era de 34.034 $ i la renda mediana per família de 44.798 $. Els homes tenien una renda mediana de 34.350 $ mentre que les dones 21.193 $. La renda per capita de la població era de 18.086 $. Aproximadament el 8,2% de les famílies i l'11,5% de la població estaven per davall del llindar de pobresa.

## Poblacions properes
El següent diagrama mostra les poblacions més properes.